# رنگینک شکم‌نارنجی
رنگینک شکم‌نارنجی (نام علمی: Lepidothrix suavissima) نام یک گونه از سرده پولک‌موها است.